# Ясеньский, Ксаверий
Ксаверий Ян Ясеньский (пол. Ksawery Jan Jasieński, род. 13 сентября 1931 года, Радом, Польская республика) — польский радиоведущий, диктор телевидения и радио (с 1 июня 1953 года), наиболее узнаваемый актёр дубляжа в Польше. Знаменит тем, что с 1998 года (спустя 3 года после открытия) является голосом первой линии Варшавского метрополитена.
В 1949 году, после Второй Мировой Войны, закончил местный лицей в Радоме и переехал в Варшаву. Его карьера радиоведущего началась случайно, в 1953-м году, когда он находился в больнице с травмой позвоночника. Там он начал читать книги другим пациентам, которые оценили его голос и номинировали его на всенародный конкурс на нового диктора Польского радио, в котором он в итоге победил. Позже он стал работать на Польском телевидении в качестве закадрового голоса.
Дважды награждён орденом Возрождения Польши (Командор, 2007 и Офицер, 2000), серебряным крестом Заслуги и званием Заслуженный деятель культуры Польши.